# شهرك إمام خميني (دلفان)
شهرك إمام خميني (بالفارسية: شهرک امام خمینی) هي قرية تقع في قسم ميربغ الشمالي الريفي (مقاطعة دلفان) في إيران. يقدر عدد سكانها بـ 1,409 نسمة.